# Rezerwat przyrody Kręgi Kamienne (województwo pomorskie)
Rezerwat przyrody Kręgi Kamienne – rezerwat przyrody nieożywionej utworzony na mocy Zarządzenia Ministra Leśnictwa i Przemysłu Drzewnego z 15 września 1958 r. Położony jest w południowej części województwa pomorskiego, na terenie Borów Tucholskich, w pobliżu wsi Odry w gminie Czersk. Zarząd nad rezerwatem sprawuje miejscowe Nadleśnictwo Czersk.
W roku 2020 rezerwat został powiększony o około 4,6 tys. m kw., ponadto wyznaczono wokół niego otulinę o powierzchni blisko 50 hektarów.

## Informacje ogólne

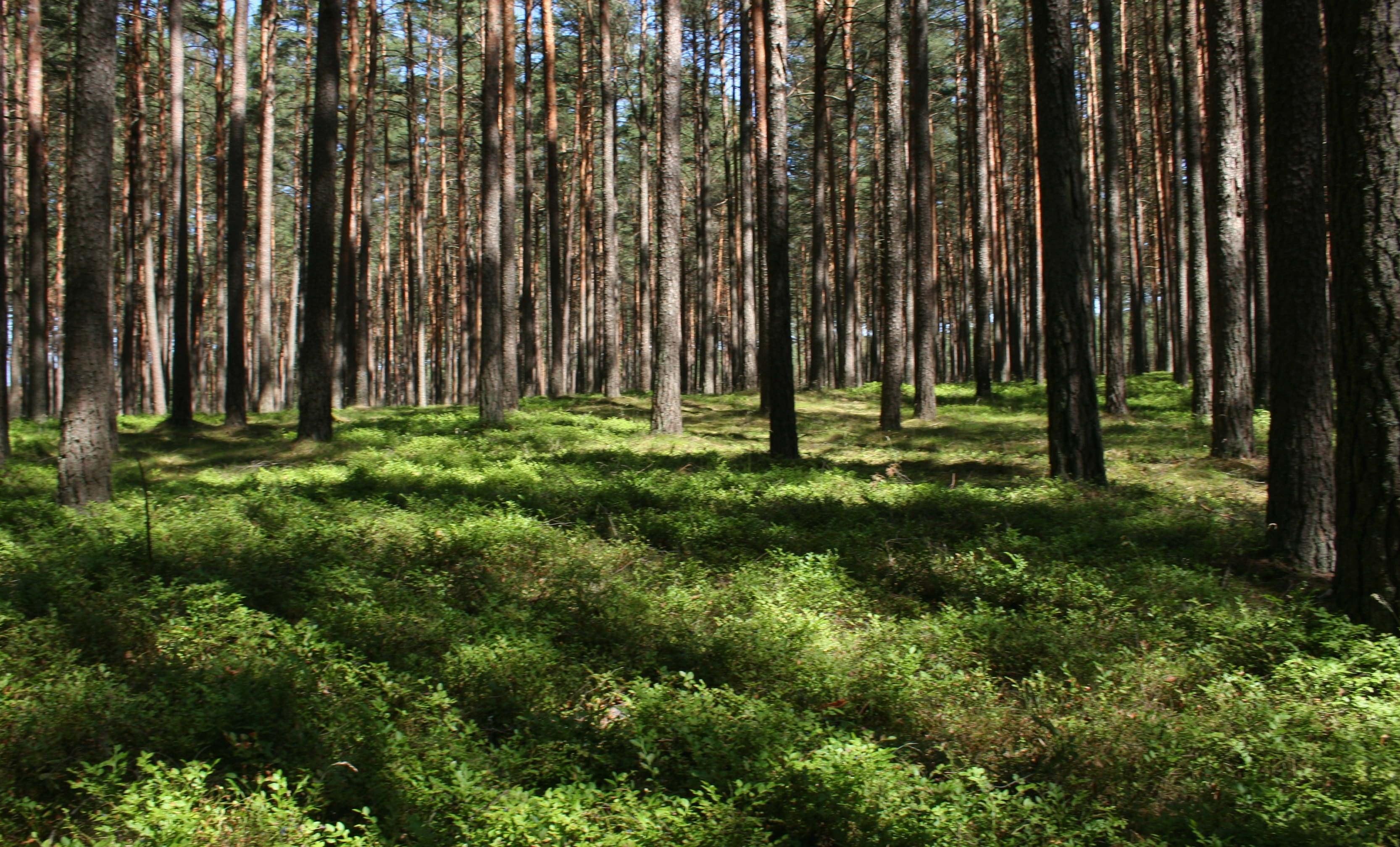
Subkontynentalny bór sosnowy świeży na terenie rezerwatu

Rezerwat obejmuje kompleks leśny o powierzchni 16,91 ha, na terenie którego znajduje się cmentarzysko plemienia Gotów – charakterystyczne kurhany i kręgi kamienne pochodzące z początków naszej ery. Szatę roślinną rezerwatu reprezentują dwa główne zbiorowiska, to jest subatlantyckie wrzosowisko porastające bezleśne „kręgi” oraz subkontynentalny bór sosnowy świeży, w którym dominuje 120-letni drzewostan sosnowy z niedużą domieszką brzozy. Największą atrakcją florystyczną rezerwatu są porosty spotykane tu w ogromnej różnorodności i bogactwie. Obszar rezerwatu znajduje się na turystycznym  Szlaku Kamiennych Kręgów. Rezerwat leży w obrębie obszaru specjalnej ochrony ptaków Bory Tucholskie (PLB220009).

## Przyroda
Niezwykle cenną i unikatową w skali Niżu Środkowoeuropejskiego wartością rezerwatu „Kręgi Kamienne” są porosty. Jedne z nich mają postać szarych, żółtawych lub brązowych listkowatych rozet pokrywających niemal całkowicie górną powierzchnię wielu głazów. Inne to ciemne, szarawe lub żółtawe skupienia „skorupek” i „proszków”. Stwierdzono tu ok. 85 gatunków, głównie naskalnych, z czego połowa jest typowa dla gór.

## Dojazd
Do parkingu przy rezerwacie można dotrzeć samochodem lub innym pojazdem, odjeżdżając z Czerska (z trasy Chojnice – Gdańsk) 10 km na północ do miejscowości Odry, w których warto najpierw odwiedzić muzeum poświęcone „Kamiennym Kręgom”.